# Cyclocardia crebricostata
Cyclocardia crebricostata är en musselart som först beskrevs av Krause 1885.  Cyclocardia crebricostata ingår i släktet Cyclocardia och familjen Carditidae. Inga underarter finns listade i Catalogue of Life.